# کوانگ لوبین
کوانگ لوبین (انگلیسی: Kuang Lubin؛ زادهٔ ۲ اکتبر ۱۹۵۵) بازیکن بسکتبال اهل چین بود. وی در بازی‌های المپیک تابستانی ۱۹۸۴ شرکت کرده‌است.